# Prachtwasplaat
De prachtwasplaat (Hygrocybe aurantiosplendens) is een schimmel behorend tot de familie Hygrophoraceae. Hij leeft saprotroof op de grond in schrale graslanden, vooral op kalkrijke leem.

## Kenmerken
Hoed
De hoed is aanvankelijk kegelvormig en rijpt tot umbonaat. De kleur is helder oranje tot helder rood, geel wordend met de leeftijd. Het is 3,5-5 cm in diameter, glad, slijmerig tot stroperig als het nat is. De rand is doorschijnend gestreept.
Lamellen
De lamellen zijn lichtgeel, smal aangehecht.
Steel
De steel is 6-9 cm lang en 0,5-1 cm dik. De kleur is geel, wit aan de basis, vooral naar de top witachtig pruïneus. De steel heeft geen ring. De steel is lichtvezelig in de lengte, taps toelopend vanaf de voet en aan de binnenzijde is hol.
Geur en smaak
De geur en smaak is neutraal.
Sporenprint
De sporenprint is wit.

### Microscopische kenmerken
De sporen zijn 8-10 × 4-7 µm, ellipsoïde, glad, inamyloïde en de 4-sporige basidia zijn ongeveer 60 µm lang. 

## Vergelijkbare soorten
- H. chlorophana lijkt visueel op H. aurantiosplendens, maar is veel talrijker. De lamellen van de eerste zijn nauw aagehecht aan de steel, niet vergroeid. Bovendien ontwikkelt de laatste vaak pruina nabij de bovenkant van de steel.
- H. punicea onderscheidt zich door een ruwere steel en grotere sporen.
- H. acutoconica, heeft een droge kegelvormige hoed en langere sporen.
- Humidicutis marginata, heeft een droge, bleke hoed en feloranje lamellen die contrasteren met de bleke lamelleen en heldere hoed van H. aurantiosplendens.

## Ecologie
Deze soort groeit, net als veel andere leden van Hygrocybe, in kalkrijke, voedselarme graslanden in Europa. Op andere plaatsen is hij te vinden in bossen met zwak zure tot basische grond. Hoewel men dacht dat Hygrocybes saprotroof waren, wijst nieuw bewijs op een biotrofe of symbiotische associatie met mos. Het vruchtlichaam kan individueel of in groepen groeien.

## Verspreiding
De prachtwasplaat is wijdverspreid in Europa, maar is zeer zeldzaam tot ongewoon in zijn verspreidingsgebied. De Britse Eilanden en Scandinavië lijken de regio's te zijn met de grootste overvloed aan H. aurantiosplendens, maar hij komt ook voor in Finland, IJsland, West-Rusland en grote hoogten in Zuid-Europa. In Oost-Noord-Amerika strekt het verspreidingsgebied zich sporadisch uit van Maine naar het zuidelijke Florida en in het westen tot Noord-Wisconsin. Aan de westkust is het grotendeels beperkt tot kustgebieden van Noord-Washington tot Centraal-Californië, maar deze westelijke vorm kan duidelijk genoeg zijn om als zijn eigen soort te worden beschouwd.
In Nederland komt de prachtwasplaat zeldzaam voor. Hij staat op de rode lijst in de categorie 'gevoelig'.

## Foto's

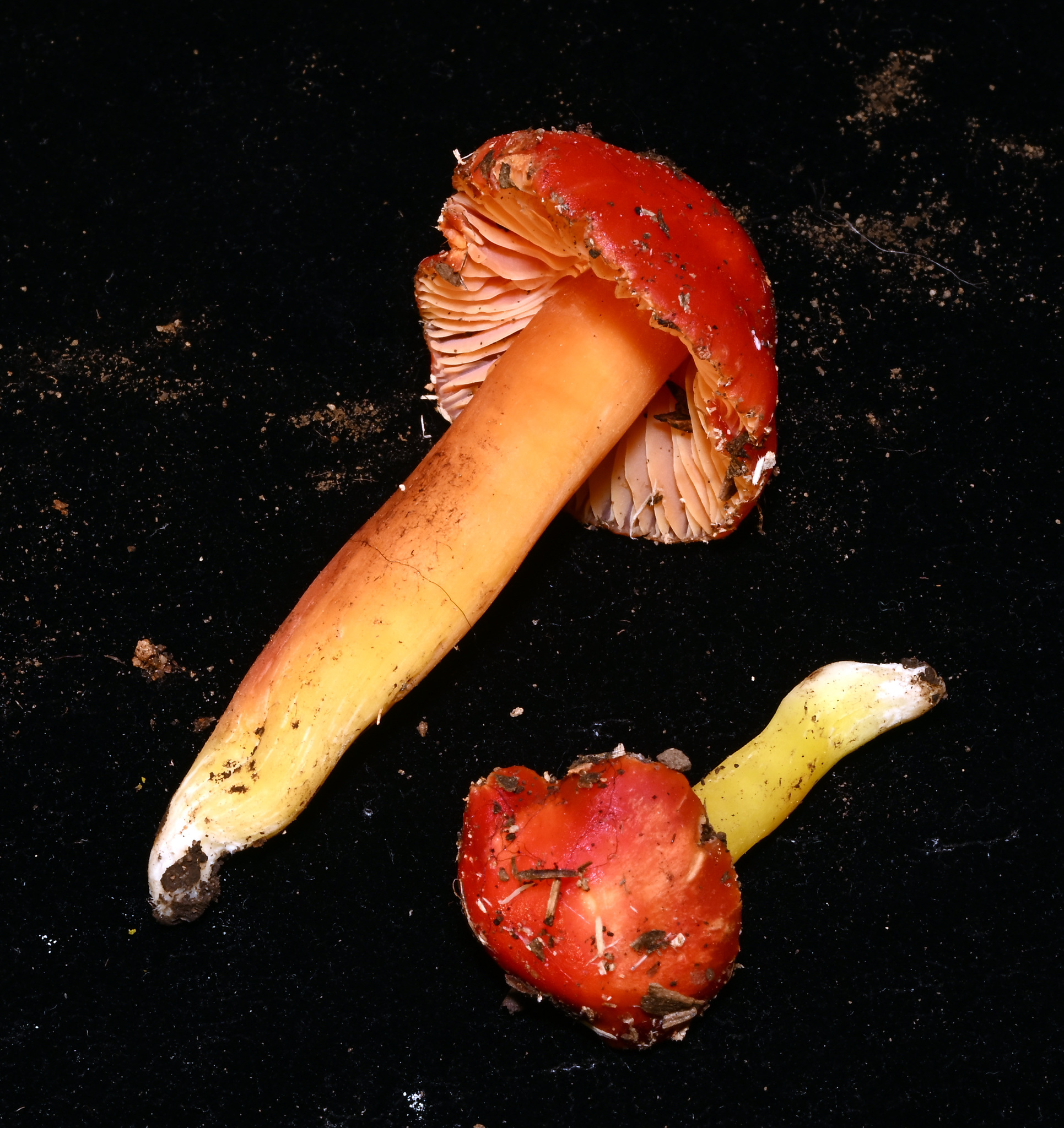
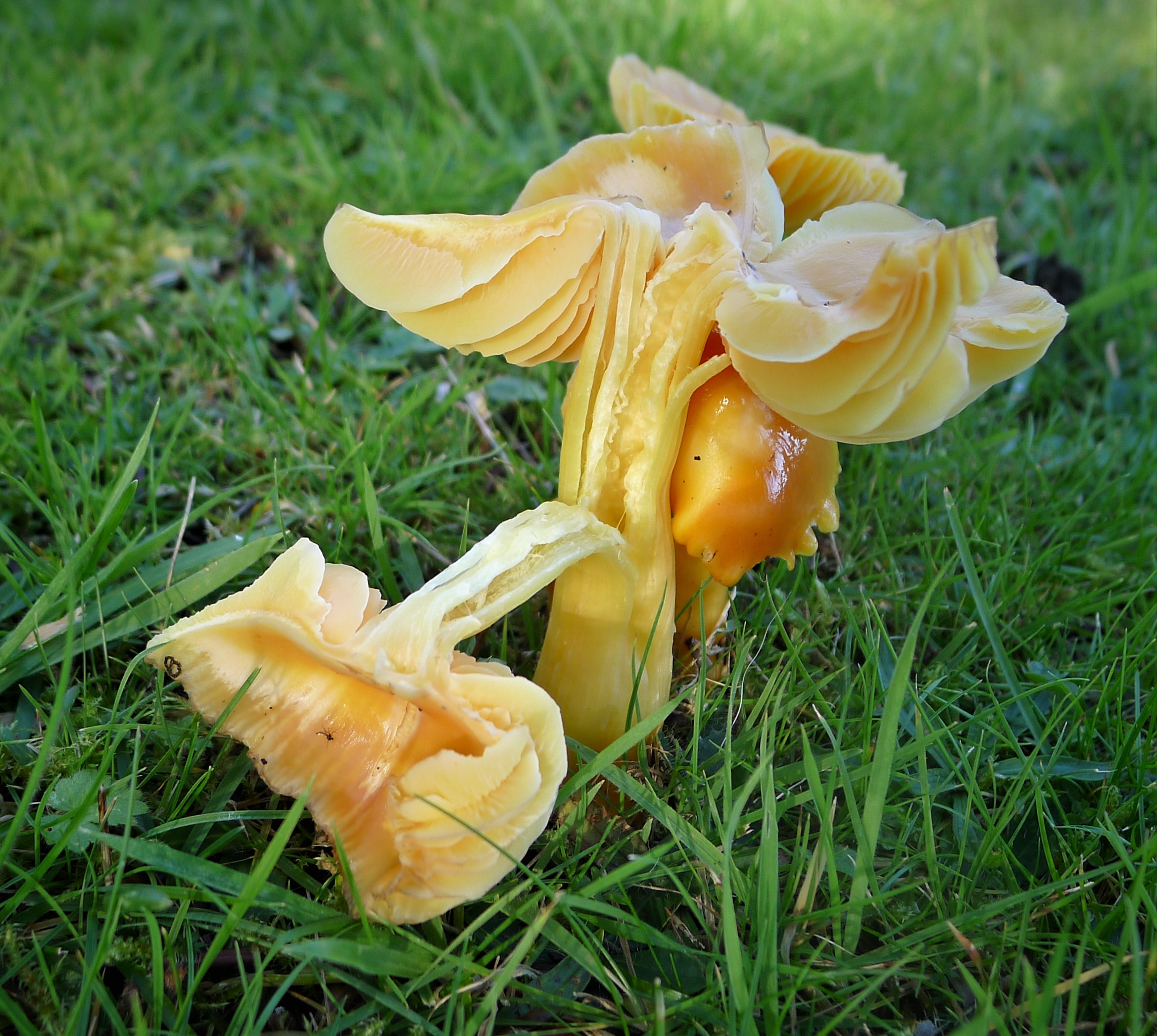